# Louis Devillez

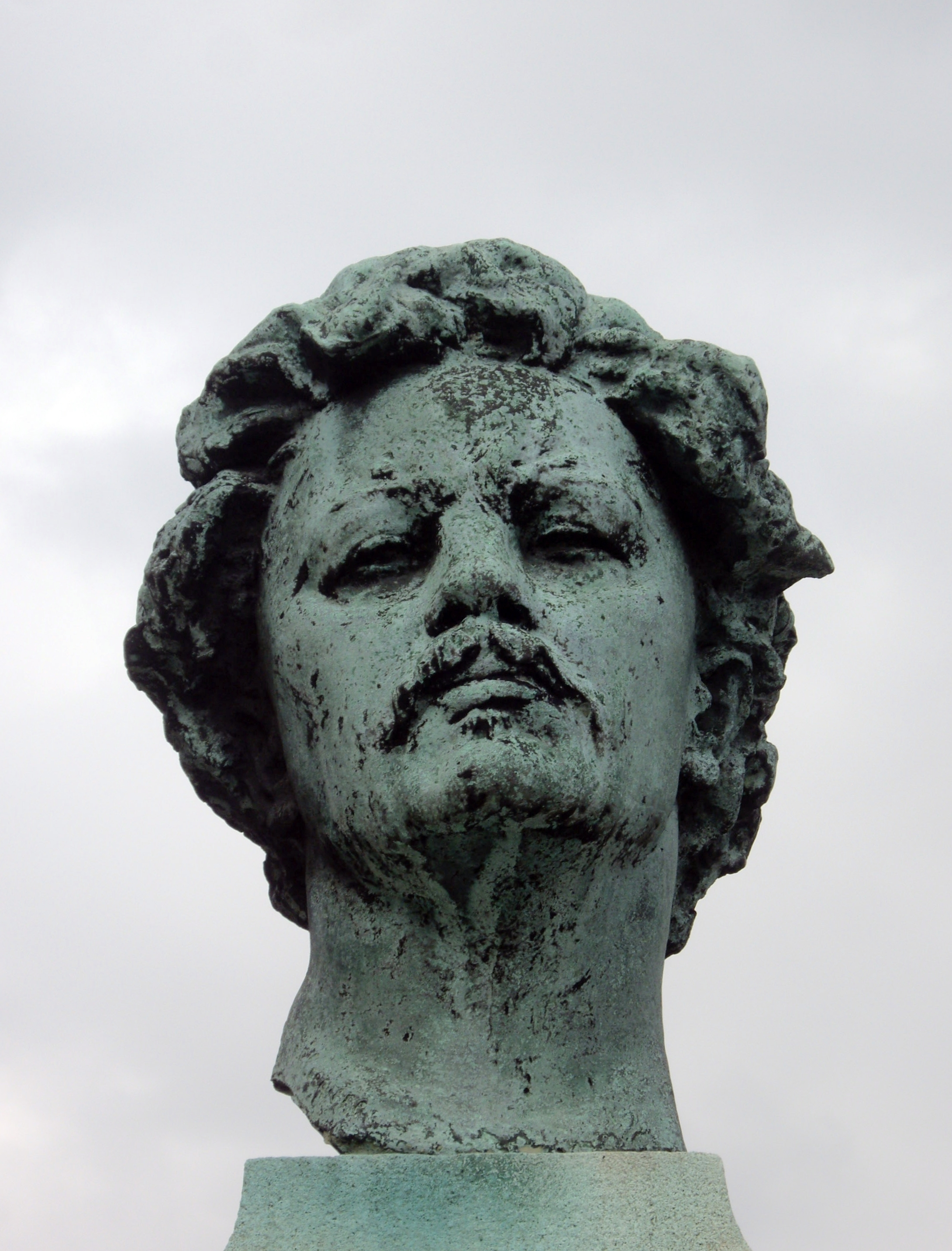
Buste d'Eugène Carrière au cimetière Montparnasse.

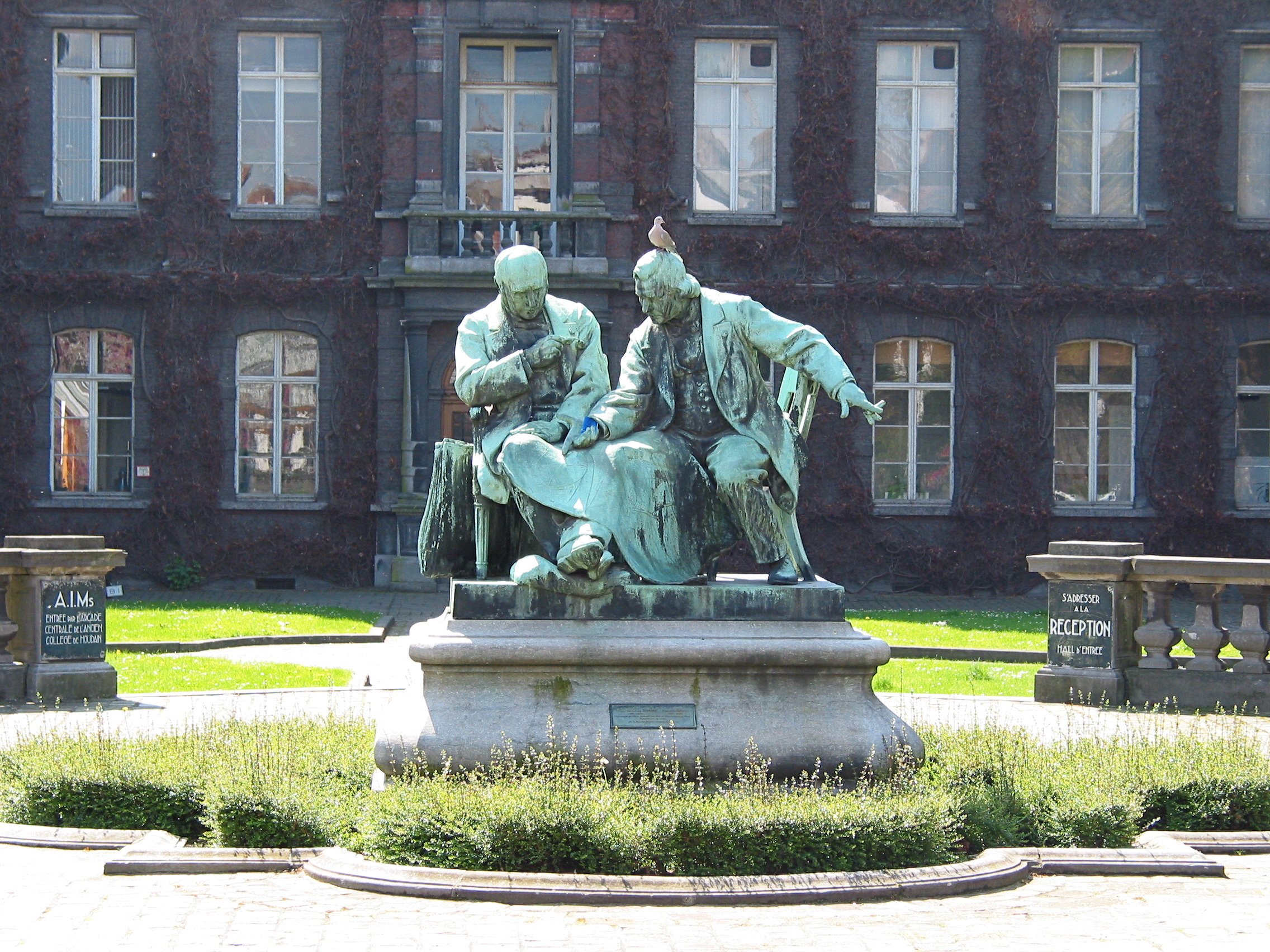
Statues de Théophile Guibal et Adolphe Devillez, Jardin de l’École des Mines, Mons.

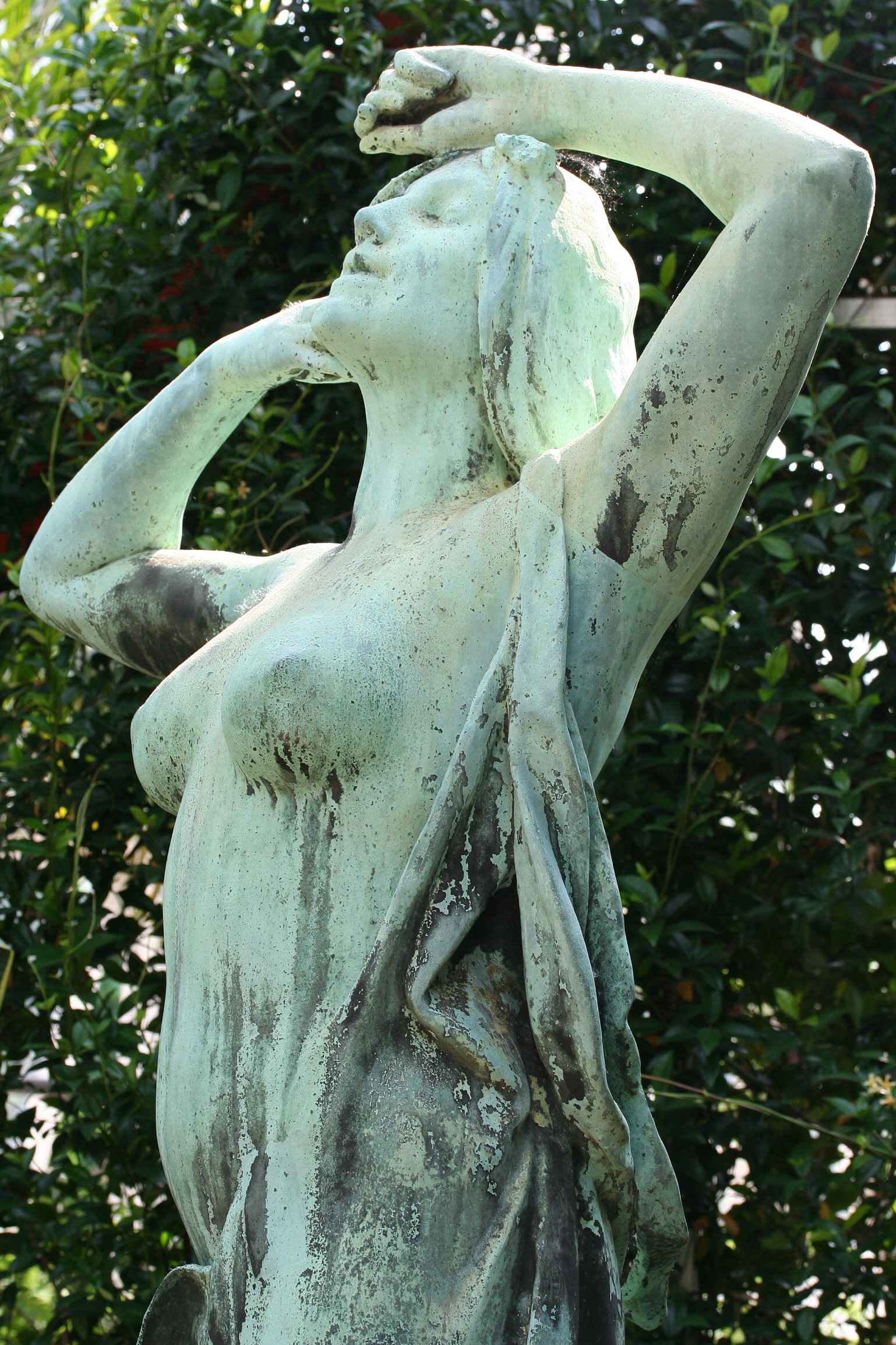
Le Jour, Jardin Botanique, Saint-Josse-ten-Noode.

Louis Henri Devillez, né à Mons le 19 juillet 1855 et mort à Ixelles le 2 février 1941, est un sculpteur, dessinateur, peintre et médailleur belge.

## Biographie
Fils d'Alphonse Devillez, un des fondateurs de l'École des Mines de Mons, il est élève d'Auguste Danse, Andrée Brunin et Charles Van Oemberg à l’Académie royale des Beaux-Arts de Mons puis de Jules Cavelier à l’École des Beaux-Arts de Paris, il se spécialise dans le portrait.
Membre de la Société nationale des beaux-arts et du Salon des artistes français, il obtient une médaille de 3e classe à l'Exposition universelle de Paris de 1889.
Devillez forme un atelier à Paris, où il forme entre autres Ernest Carrière, frère d'Eugène Carrière dont il collectionne les toiles, entre autres artistes, tels Maurice Denis, Paul Gauguin, Édouard Manet, François-Joseph Navez ou Claude Monet.
On lui doit le médaillon de la tombe d'Eugène Carrière au cimetière du Montparnasse et Carrière peignit en 1887 son portrait.

## Œuvres
Sculpture
- Décoration du jardin Botanique et du Musée des beaux-arts de Bruxelles
- La Toilette, Jardin du Waux-Hall, Mons.
- Statues de Théophile Guibal et Adolphe Devillez, Jardin de l’École des Mines, Mons.
- Monument (bas-relief) à Henry Sainctelette, Hôtel de Ville, Mons.
- Statues de l'Art Assyrien, de l'Art Romain, Musée d'Art Ancien, Bruxelles.
- Le Jour, Jardin Botanique, Saint-Josse-ten-Noode[8].